# Neobrocha adoxa
Neobrocha adoxa är en fjärilsart som beskrevs av Edward Meyrick 1886. Neobrocha adoxa ingår i släktet Neobrocha och familjen björnspinnare. Inga underarter finns listade i Catalogue of Life.

## Bildgalleri

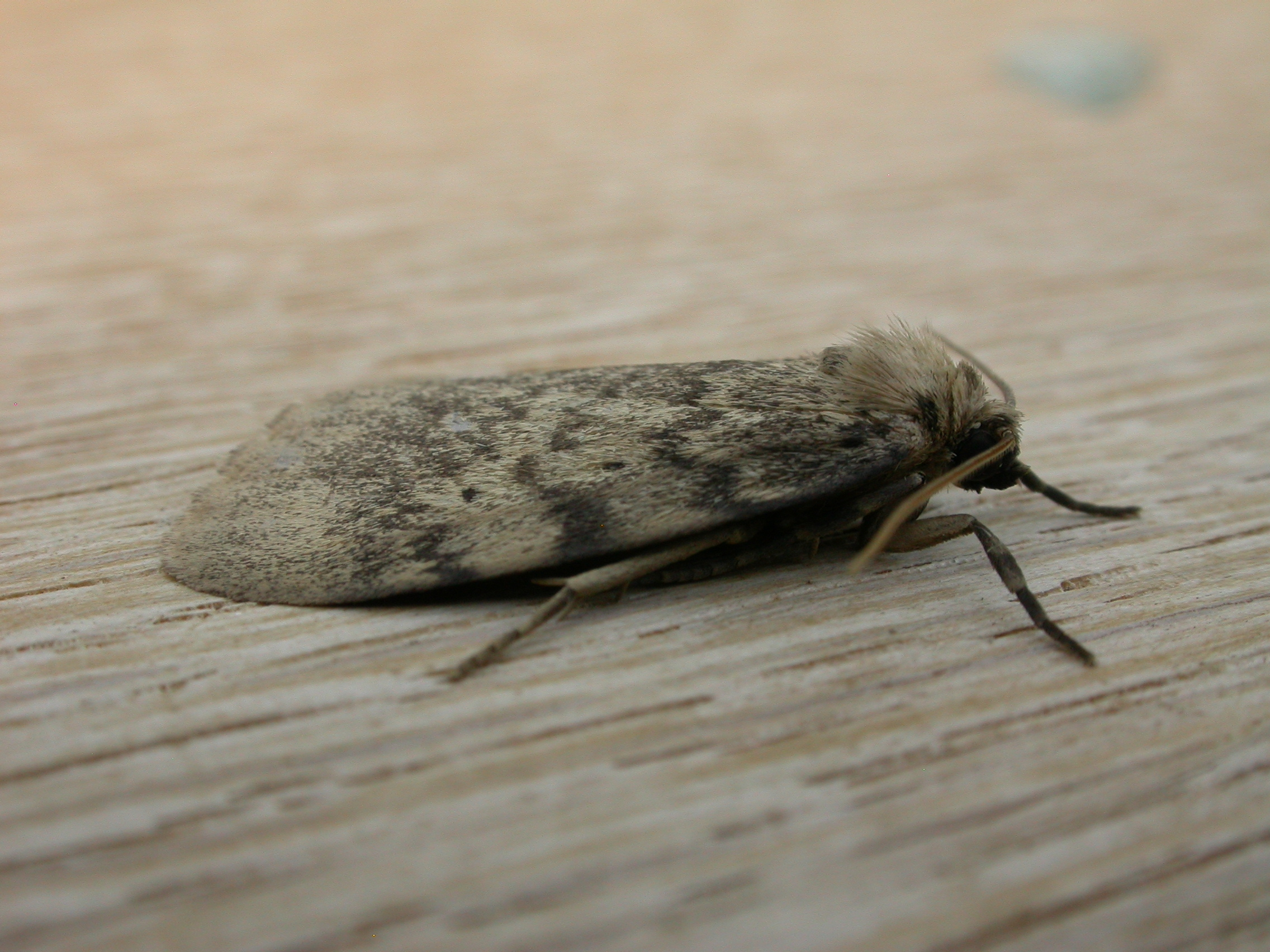